# Margarya melanioides
Margarya melanioides е вид коремоного от семейство Viviparidae. Видът е застрашен от изчезване.

## Разпространение
Видът е разпространен в езерата на провинция Юнан, Китай.